# Cacciamali Thesi
Le Cacciamali Urby est un autobus de taille midi fabriqué et commercialisé par le carrossier italien Cacciamali sur une base Iveco à partir de 1992 jusqu'en 2010 et par sa filiale polonaise Kapena jusqu'en 2017.

## Les différentes versions
Le modèle a connu 5 générations :
- la 1ère génération a été lancée en 1992 par Cacciamali sous le code  Iveco A59E12, équipée d'un moteur Iveco Sofim 8140.43N Euro2 développant 120 ch DIN,

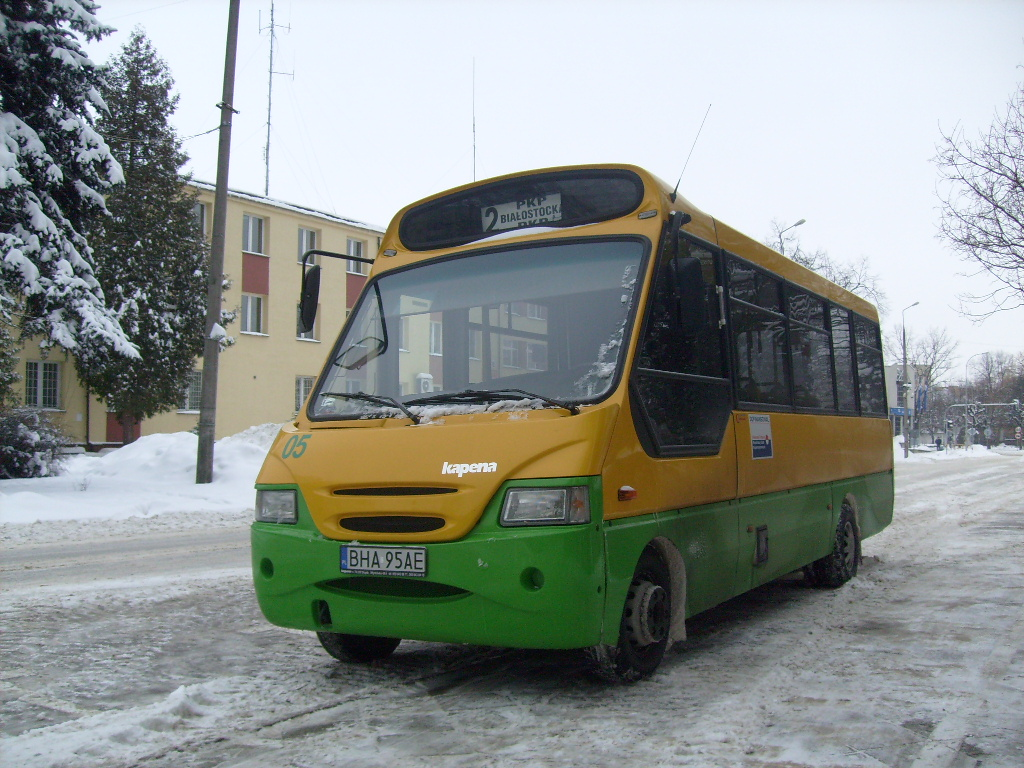
Kapena Thesi City (1999) 2ème génération

- la 2ème génération est apparue en 1999, en plusieurs versions sous les codes 50C13 & 59C12, avec 32 places plus 2 accompagnateurs en scolaire et 21 places en aménagement autobus de ligne,

- la 3ème génération est apparue en 2008, 65C17. En aménagement scolaire, le véhicule comporte 42 places plus 2 accompagnateurs selon la norme italienne.

Cette version "Mini" offre 36 places dont 15 assises, 21 debout plus 1 place pour fauteuil handicapé ou 40 places 17 assises et 23 debout. L'accès pour fauteuil handicapé est favorisé par une plateforme inclinée extractible sous la porte arrière. 

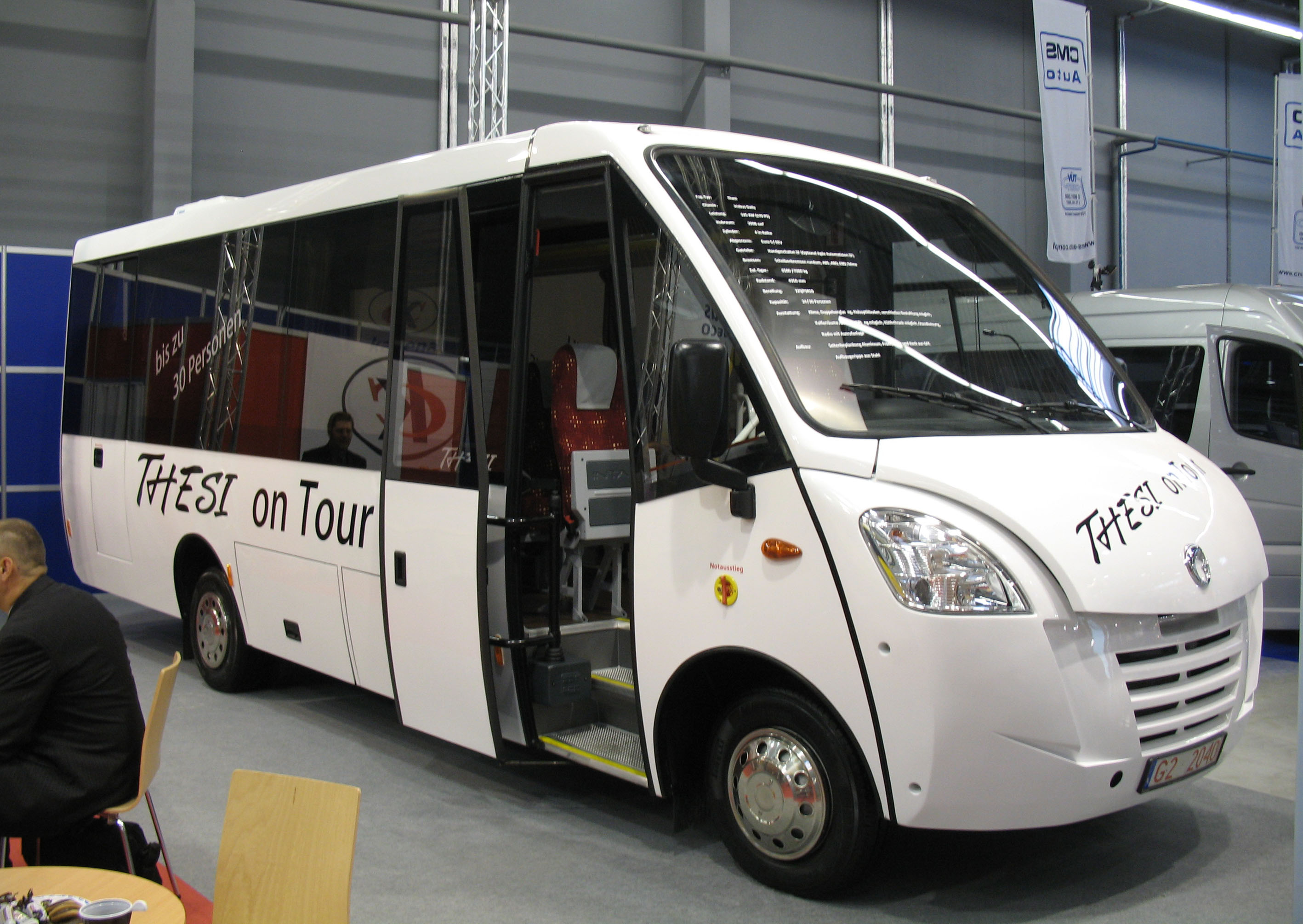
Iveco Kapena Thesi 4 à TransExpo 2011

- la 4ème génération a été lancée en 2011 lors du Salon TransExpo, sur le stand Iveco Kapena, après la disparition de Cacciamali. Bien que Kapena ait également disparu en octobre 2017, le modèle est actuellement produit sous licence par les carrossiers polonais Neman et MMI.

Ce véhicule de taille "minibus" a été commercialisé en trois variantes :
- minibus urbain avec 40 places dont 17 assises et 23 debout ou 36 places (15 + 21 + 1 PMR),
- minicar de ligne avec 21 fauteuils,
- minibus scolaire, 44 places assises avec les aménagements spécifiques à chaque marché.

Comme toujours, Cacciamali a réalisé ce modèle sur une base Iveco 65C équipé d'un moteur Fiat Sofim 8140.43 de 2,8 litres de cylindrée en deux variantes de puissance, 122 et 136 ch DIN. Une version GNV est aussi disponible.

## Kapena Thesi
Le carrossier polonais Kapena s'est lié à Iveco et au carrossier italien Cacciamali en 1994 en produisant des minibus sur la base de l'Iveco Daily puis, à partir de 1998 le midibus scolaire Daily City Z sous licence sur une base Iveco TurboDaily. À partir de 2000, Cacciamali rachète la société Kapena. Une large gamme de mini et midibus utilisant des carrosseries Cacciamali seront produites, toujours sur un basé mécanique Iveco. La société a disparu en octobre 2017.
Les versions Kapena Thesi sont la copie parfaite des Cacciamali Thesi.

## Iveco Thesi 5ème génération (2014 -  )
La face avant du Thesi 4ème génération était assez particulière et semblait ne pas plaire à tous les autocaristes. Une petite retouche italienne est venue corriger ce point avec une ligne plus dans l'air du temps.
Après l'arrêt d'activité de la carrosserie Kapena en octobre 2017, le modèle Thesi 5ème génération continue à être fabriqué en Pologne par les carrossiers Neman et MMI, sous la même forme que la version Kapena.
En France, le modèle Thesi a rencontré un beau succès commercial puisque le 200ème exemplaire a été livré en octobre 2016.